# Spirostreptus molleri
Spirostreptus molleri är en mångfotingart som beskrevs av Karl Wilhelm Verhoeff 1892. Spirostreptus molleri ingår i släktet Spirostreptus och familjen Spirostreptidae. Inga underarter finns listade i Catalogue of Life.